# José María Frías
José María de los Santos Frías Lastra (1797-1834) fue un militar peruano. 
Nació el 3 de noviembre de 1797 en Paita. Fueron sus padres, Francisco Frías Adrianzén y Rosa Lastra Leiton, fue el segundo de 12 hermanos. Con su hermano, Francisco Frías Lastra, colaboró en proclamar la independencia de Patia, cuando su padre, comandante independentista de la plaza  convoca a cabildo abierto y declara la independencia de esa región y nombra al primer alcalde. Sus abuelos fueron el capitán del ejército español Miguel Frías Mons y Petronila Adiamzen Velasco Salazar.[cita requerida]
Ingresó al ejército en 1820. Durante la independencia del Perú se integró a la División del Norte que mandaba Andrés de Santa Cruz. Luchó en Pichincha que significó la independencia de Ecuador; fue condecorado por el Gobierno de la Gran Colombia, el nuevo Gobierno de Ecuador y el Congreso provisorio del Perú, también participa en la intermedios, Junín y Ayacucho. Como teniente fue edecán de Simón Bolívar. Era conocido como «el Tigre de Piura». En 1824 conoció al general Agustín Gamarra, quien fue su amigo personal. El 26 de agosto de 1830, el batallón Callao se sublevó contra Gamarra al mando del coronel Gregorio Escobedo y Frías ayudó a sofocar el movimiento.
Se hizo jefe de la Segunda Brigada de Caballería compuesta de dragones y lanceros. Al ser nombrado coronel efectivo, se volvió comandante general del Regimiento Junín. En 1833 se hizo prefecto del departamento de Ayacucho. Se negó a reconocer al liberal Luis José de Orbegoso y Moncada «jefe supremo» y apoyó al general Pedro Pablo Bermúdez Ascarza en la guerra civil de 1834. Ya era general de brigada. Bermúdez, su amigo íntimo, no pudo hacerse con el control del Callao y huyó a Huancavelica, donde se le unió Frías. Finalmente, Frías participó en la batalla de Huaylacucho, el 17 de abril, donde le ganó la batalla a Orbegoso, pero había un grupo de soldados que no participó en el combate y estaban escondidos en los matorrales, cuando Frías estaba persiguiendo a los fugitivos, quedando atrás de sus escoltas, salieron de su escondite y lo lancearon. Orbegroso le declaró Prócer de la Independencia y su placa está en el Panteón de los Próceres en Lima y sus restos en el cementerio de Huancavelica y el lugar en donde murió José Frías se llama ahora Friaspata.[cita requerida]